# Fulford (Yorkshire del Norte)
Fulford es una parroquia civil y un pueblo de la autoridad unitaria de York, en el condado ceremonial de Yorkshire del Norte (Inglaterra).

## Geografía
Según la Oficina Nacional de Estadística británica, Fulford tiene una superficie de 6,24 km².

## Demografía
Según el censo de 2001, Fulford tenía 2595 habitantes (46,59% varones, 53,41% mujeres) y una densidad de población de 415,87 hab/km². El 15,18% eran menores de 16 años, el 70,52% tenían entre 16 y 74 y el 14,3% eran mayores de 74. La media de edad era de 45,23 años. Del total de habitantes con 16 o más años, el 24,22% estaban solteros, el 56,02% casados y el 19,76% divorciados o viudos.
El 94,72% de los habitantes eran originarios del Reino Unido. El resto de países europeos englobaban al 1,77% de la población, mientras que el 3,51% había nacido en cualquier otro lugar. Según su grupo étnico, el 97,27% eran blancos, el 0,69% mestizos, el 1,31% asiáticos, el 0,23% negros, el 0,27% chinos y el 0,23% de cualquier otro. El cristianismo era profesado por el 74,95%, el budismo por el 0,35%, el hinduismo por el 0,23%, el judaísmo por el 0,12%, el islam por el 1,31% y cualquier otra religión, salvo el sijismo, por el 0,27%. El 16,61% no eran religiosos y el 6,17% no marcaron ninguna opción en el censo.
1161 habitantes eran económicamente activos, 1161 de ellos (96,47%) empleados y 41 (3,53%) desempleados. Había 1133 hogares con residentes, 28 vacíos y 7 eran alojamientos vacacionales o segundas residencias.